# Leptogaster cracens
Leptogaster cracens là một loài ruồi trong họ Asilidae. Leptogaster cracens được Martin miêu tả năm 1964. Loài này phân bố ở vùng nhiệt đới châu Phi.